# Nucleotops nimbaceps
Nucleotops nimbaceps är en skalbaggsart som beskrevs av Perkins och Balfour-browne 1994. Nucleotops nimbaceps ingår i släktet Nucleotops och familjen vattenbrynsbaggar. Inga underarter finns listade i Catalogue of Life.